# Meo Aréna
Meo Aréna je hokejový stadion v Přerově, kde své domácí zápasy hraje prvoligový klub HC ZUBR Přerov a přes léto extraligový inlinehokejový klub IHC Night Birds Přerov.

## Historie
Přerovský zimní stadion se začal stavět na jaře roku 1969. Slavnostní otevření bylo dne 25. 11. 1971. V roce 1999 proběhla rekonstrukce ledové plochy a strojovny. Dne 20. května 2009 se zahájila rekonstrukce stadionu, která byla dokončena v září 2009. Rekonstrukce zahrnovala rekonstrukci hlediště, zúžení ledové plochy, výměnu mantinelů, nový bar s restaurací, světelnou tabuli a rolbovnu. Stadion má kapacitu pro 3000 lidí z toho 1951 míst k sezení. Na mistrovství světa žen do 18 let se zde přišlo podívat rekordních 3 000 lidí. 
Od roku 2016 je pravidelně dějištěm Zubr Cupu, kterého se účastní profesionální české i zahraniční týmy.

## Názvy stadionu
Po rekonstrukci provedené roku 2009 dostala hala název „Maxi-Tip Aréna“, který 25. září 2012 vystřídalo pojmenování „Meo Aréna“.